# Radio Free Iraq
Radio Free Iraq est une station de radio des États-Unis diffusant en Irak depuis la République tchèque, et exclusivement à destination de ce pays. Elle dépend de Radio Free Europe.

## Historique
Elle commence d'émettre le 30 octobre 1998 depuis ses bureaux de Prague. L'objectif avancé en 1998 était de promouvoir les valeurs de la démocratie. 
Selon les services de renseignement tchèques, le régime de Saddam Hussein a tenté d'organiser un attentat pour arrêter ses émissions à partir de 1999.

## Caractéristiques
Elle diffuse en ondes moyennes, par internet et par satellite via Hot Bird 8 et ASIASAT2-D.